# 212-я воздушно-десантная бригада
212-я воздушно-десантная бригада (212-я вдбр) — воинское соединение Вооружённых Сил СССР, принимавшее участие в Великой Отечественной войне.
Боевой период: 28 июля – 16 сентября 1939 года и 11 июля – 19 ноября 1941 года.

## История
212-я отдельная воздушно-десантная бригада была сформирована в 1938 году в Амурской области в Куйбышевке-Восточной согласно приказу по 2-й отдельной Краснознамённой Армии ДВФ № 00677 от 10 июня 1938 года. Формировалась на базе 2-го авиадесантного полка. После завершения формирования была передана в подчинение сухопутных войск.
В 1939 году в ходе военного конфликта с Японией на Халхин-Голе использовалась в качестве обычной пехоты. Её подтянули на восток, включив в резерв 1-й армейской группы советско-монгольских войск, которому была поставлена задача к утру 20 августа сосредоточиться в 6 км юго-западнее горы Хамар-Даба и быть готовым развить успех Южной или Северной группы войск.
После того как противнику удалось задержать продвижение Северной группы войск у высоты Палец, ей из резерва 1-й армейской группы были дополнительно переданы 9-я мотоброневая и 212-я воздушно-десантная бригады. 9-я мотоброневая бригада обошла высоту с севера и вышла в тыл врагу на 10—12 км, после чего он был с неё выбит.
На 1 ноября 1940 года в 212-й вдбр числилось 1904 человека. На её вооружении состояло 1098 винтовок, 84 ручных пулемёта, 27 50-мм миномётов, 19 45-мм орудий. В качестве транспорта в бригаде имелось 2 легковые, 58 грузовых и 11 специальных автомобилей, а также 14 лошадей.
В апреле 1941 года бригада, согласно директиве НКО, была отправлена в Одесский военный округ и затем включена в новосформированный 3-й воздушно-десантный корпус (3 вдк). В мае 1941 года она дислоцировалась в г. Вознесенске Одесской области.
За 4 дня до войны командир корпуса Василий Афанасьевич Глазунов провёл с командирами и штабами 6-й и 212-й бригад тактическое учение по теме: "Захват важного объекта в тылу врага и удержание его до подхода главных сил".
После начала Великой Отечественной войны 212-я вдбр была к 15 июля сосредоточена в районе с. Дударково.
5 августа по решению командующего фронта бригада была переподчинена коменданту Киевского укрепрайона и в ночь на 7 число выведена в новый район боевых действий. Вводом 212-й вдбр и действиями авиации наступление противника было приостановлено. Вечером 8 августа бригада обороняла фронт (иск.) Степанки – Вергуны – Нечаевка – Леськи, а 9 августа вела бой, имея на фронте Жуляны и Совки.
14 августа 37-я армия предпринимала безуспешные попытки наступать в направлении Хотова с задачей восстановить передний край КиУРа на южном фасе. Вместе с 206-й стрелковой дивизией  к вечеру этого дня 212-я вдбр занимала рубеж от Чабанов до Новосёлок. 20 августа они, продолжая обороняться на занимаемом рубеже, частью сил произвели успешную атаку войск противника с целью улучшения своих позиций в районе Чабанов.
21 августа командующий Юго-Западного фронта приказал командарму 37-й армии к 24-му числу вывести её в расположение КиУРа и сосредоточить 5,6 и 212 вдбр в лесу севернее Бортничей и Бровар. 25 августа бригада вместе с другими частями Остерской группы вела бой с противником в районе Коропье – х. Ошитковские – Остер.
В ноябре 1941 года в Курской области на базе 3-го вдк была сформирована 87-я стрелковая дивизия, 212-я вдбр вошла в её состав в качестве 283-го стрелкового полка.

## Подчинение
| На дату    | Фронт (округ)      | Армия      | Корпус (группа)               |
| ---------- | ------------------ | ---------- | ----------------------------- |
| 22.06.1941 | ОВО                | -          | 3-й воздушно-десантный корпус |
| 10.07.1941 | Юго-Западный фронт | -          | 1-й воздушно-десантный корпус |
| 01.08.1941 | Юго-Западный фронт | -          | -                             |
| 01.09.1941 | Юго-Западный фронт | -          | 3-й воздушно-десантный корпус |
| 01.10.1941 | Юго-Западный фронт | 40-я армия | 3-й воздушно-десантный корпус |
| 01.11.1941 | Юго-Западный фронт | 40-я армия | 3-й воздушно-десантный корпус |

## Командиры
- Затевахин Иван Иванович (1938 — 1941), майор;
- Жолудев Виктор Григорьевич (09.1941 — 09.1941), подполковник

## Отличившиеся воины бригады
- Ватомов, Яков Иосифович, сержант, командир отделения роты разведки. Указ Президиума Верховного Совета СССР от 20 ноября 1941 года.
- Обухов, Николай Феоктистович, красноармеец, стрелок. Указ Президиума Верховного Совета СССР от 20 ноября 1941 года.